# Mateo Bajamich
Mateo Bajamich (en croata: Bajamić, pronunciado [matěo bǎjamitɕ]; Morrison, Córdoba, 3 de agosto de 1999) es un futbolista argentino. Juega de extremo y su club actual es Atlético Tucumán de la Primera División de Argentina, a préstamo desde Houston Dynamo.

## Trayectoria

### Instituto
Comenzó su carrera en el Instituto Atlético Central Córdoba, donde entró en 2016 proveniente del Club Unión de Morrison de su ciudad natal. Fue promovido al primer equipo para la Primera B Nacional 2018-19. Debutó el 23 de febrero de 2019, como suplente en la derrota por 3-2 ante Nueva Chicago. Anotó su primer gol como profesional el 21 de abril en el empate 1-1 contra Gimnasia y Esgrima (Mendoza). Renovó su contrato con el club hasta el 2022 al término de la temporada.
La temporada siguiente, Bajamich anotó cuatro goles en sus primeros cinco encuentro de la Primera B 2019-20. Terminó la temporada registrando 9 goles y 3 asistencias en 21 encuentros.

### Houston Dynamo
El 5 de octubre de 2020, Bajamich fichó por el Houston Dynamo de la Major League Soccer. Ese año, el 9 de noviembre, fue enviado de regreso a Instituto a préstamo.

### Huracán
En enero de 2022 firmó contrato con Huracán, regresando así a Argentina, para jugar en la Primera División. El pase se concretó en condición de préstamo, con opción de compra.

### Estudiantes de Rio Cuarto
En el 2023 ficho por Estudiantes de Rio Cuarto.

### Atlético Tucuman
En enero de 2024 llego al Decano.

## Estadísticas

### Clubes
Actualizado hasta su último partido disputado el 23 de julio de 2025.
| Club                          | Div.          | Temporada     | Liga  | Liga  | Liga   | Copas nacionales | Copas nacionales | Copas nacionales | Torneos internacionales | Torneos internacionales | Torneos internacionales | Total | Total | Total  |
| Club                          | Div.          | Temporada     | Part. | Goles | Asist. | Part.            | Goles            | Asist.           | Part.                   | Goles                   | Asist.                  | Part. | Goles | Asist. |
| ----------------------------- | ------------- | ------------- | ----- | ----- | ------ | ---------------- | ---------------- | ---------------- | ----------------------- | ----------------------- | ----------------------- | ----- | ----- | ------ |
| Instituto A. C. C. Argentina  | 2.ª           | 2018-19       | 7     | 1     | 2      | —                | —                | —                | —                       | —                       | —                       | 7     | 1     | 2      |
| Instituto A. C. C. Argentina  | 2.ª           | 2019-20       | 21    | 9     | 3      | 1                | 0                | 0                | —                       | —                       | —                       | 22    | 9     | 3      |
| Instituto A. C. C. Argentina  | 2.ª           | 2020          | 8     | 2     | 0      | —                | —                | —                | —                       | —                       | —                       | 8     | 2     | 0      |
| Instituto A. C. C. Argentina  | Total club    | Total club    | 36    | 12    | 5      | 1                | 0                | 0                | 0                       | 0                       | 0                       | 37    | 12    | 5      |
| Houston Dynamo Estados Unidos | 1.ª           | 2021          | 9     | 0     | 1      | —                | —                | —                | —                       | —                       | —                       | 9     | 0     | 1      |
| Houston Dynamo Estados Unidos | Total club    | Total club    | 9     | 0     | 1      | 0                | 0                | 0                | 0                       | 0                       | 0                       | 9     | 0     | 1      |
| C. A. Huracán Argentina       | 1.ª           | 2022          | —     | —     | —      | 9                | 0                | 0                | —                       | —                       | —                       | 9     | 0     | 0      |
| C. A. Huracán Argentina       | Total club    | Total club    | 0     | 0     | 0      | 9                | 0                | 0                | 0                       | 0                       | 0                       | 9     | 0     | 0      |
| A. A. Estudiantes Argentina   | 2.ª           | 2023          | 38    | 8     | 4      | 3                | 0                | 1                | —                       | —                       | —                       | 41    | 8     | 5      |
| A. A. Estudiantes Argentina   | Total club    | Total club    | 38    | 8     | 4      | 3                | 0                | 1                | 0                       | 0                       | 0                       | 41    | 8     | 5      |
| Atlético Tucumán Argentina    | 1.ª           | 2024          | 27    | 3     | 0      | 14               | 4                | 1                | —                       | —                       | —                       | 41    | 7     | 1      |
| Atlético Tucumán Argentina    | 1.ª           | 2025          | 17    | 1     | 1      | 2                | 1                | 1                | —                       | —                       | —                       | 19    | 2     | 2      |
| Atlético Tucumán Argentina    | Total club    | Total club    | 44    | 4     | 1      | 16               | 5                | 2                | 0                       | 0                       | 0                       | 60    | 9     | 3      |
| Total carrera                 | Total carrera | Total carrera | 127   | 24    | 11     | 29               | 5                | 3                | 0                       | 0                       | 0                       | 156   | 29    | 14     |
| 1. 2.                         |               |               |       |       |        |                  |                  |                  |                         |                         |                         |       |       |        |

## Vida personal
Nacido en Argentina, Bajamich es de ascendencia croata por parte de su abuelo, Mariano Bajamich, quien migró a Argentina en 1921. Bajamich obtuvo la ciudadanía croata en 2020 y expresó su intención de jugar por la selección de Croacia.